# Volk en Vaderland

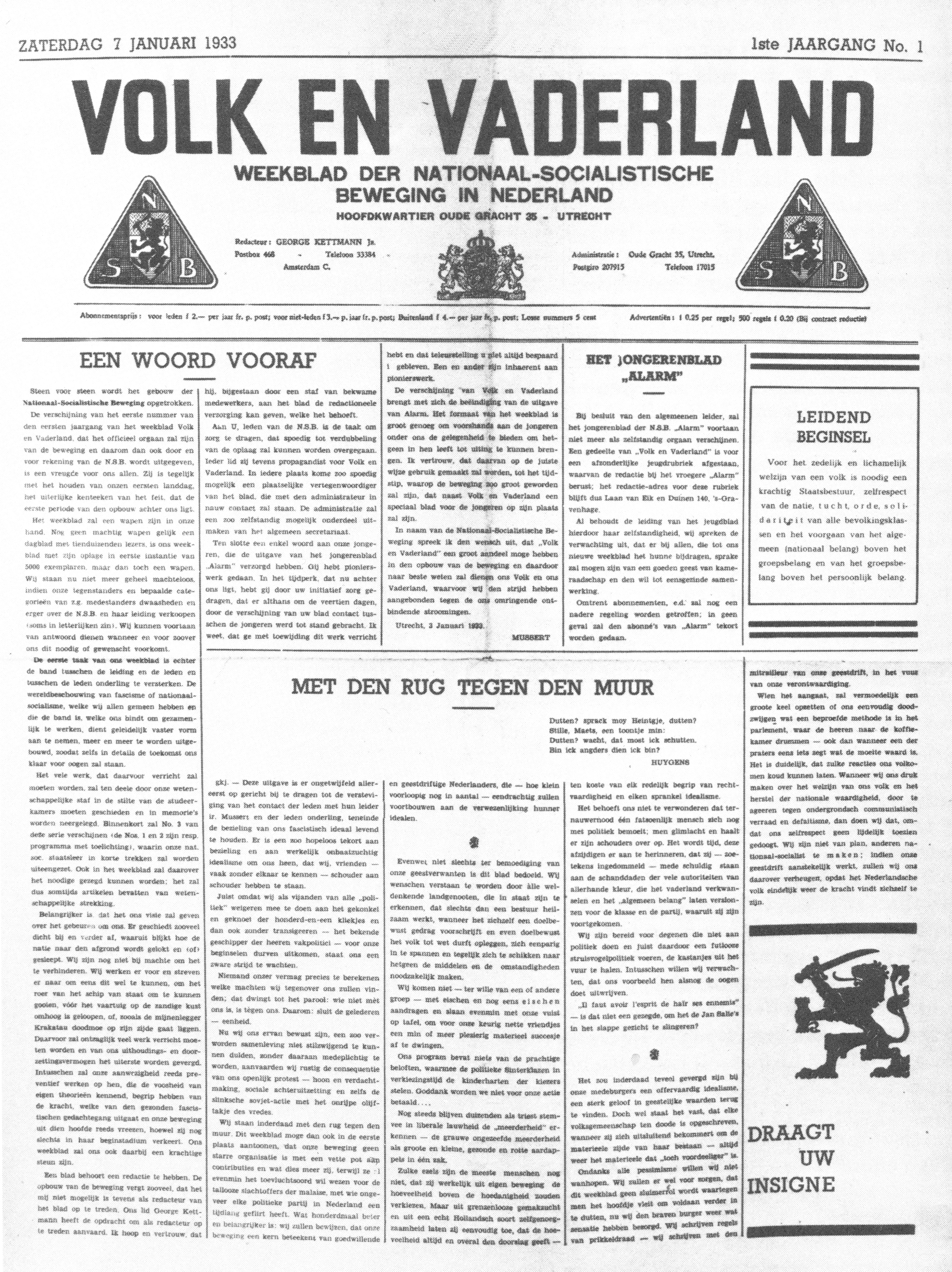
Volk en Vaderland, primer número del 7 de enero de 1933.

Volk en Vaderland (en español: Pueblo y patria) fue un semanario neerlandés publicado por Nenasu (Nederlandsch Nationaal Socialistische Uitgeverij), una editorial nazi propiedad de Anton Mussert. Mussert fue líder del NSB o Movimiento Nacionalsocialista en los Países Bajos. El NSB fue un partido político nazi holandés que colaboró durante la ocupación alemana en la Segunda Guerra Mundial.
El semanario, también conocido como VoVa, fue fundado en enero de 1933. Era la revista nacional más antigua relacionada con el NSB. Se publicaba en formato de periódico y se vendía principalmente por venta ambulante. Tenía una tirada de 40.000 en mayo de 1940 y creció a 200.000 en 1943, pero en el último año de la Segunda Guerra Mundial su tirada se redujo a sólo 15.000.
La venta ambulante del semanario a menudo provocaba disturbios y peleas con los opositores del NSB. A medida que VoVa reflejaba las opiniones del liderazgo político del NSB, gradualmente pasó del fascismo al nacionalsocialismo. Durante la ocupación alemana de los Países Bajos, desde mayo de 1940 hasta mayo de 1945, el contenido del periódico estaba en consonancia con el nazismo.
Después de la liberación, la publicación terminó y hasta 2023 el nombre Volk en Vaderland está prohibido para nuevas publicaciones.

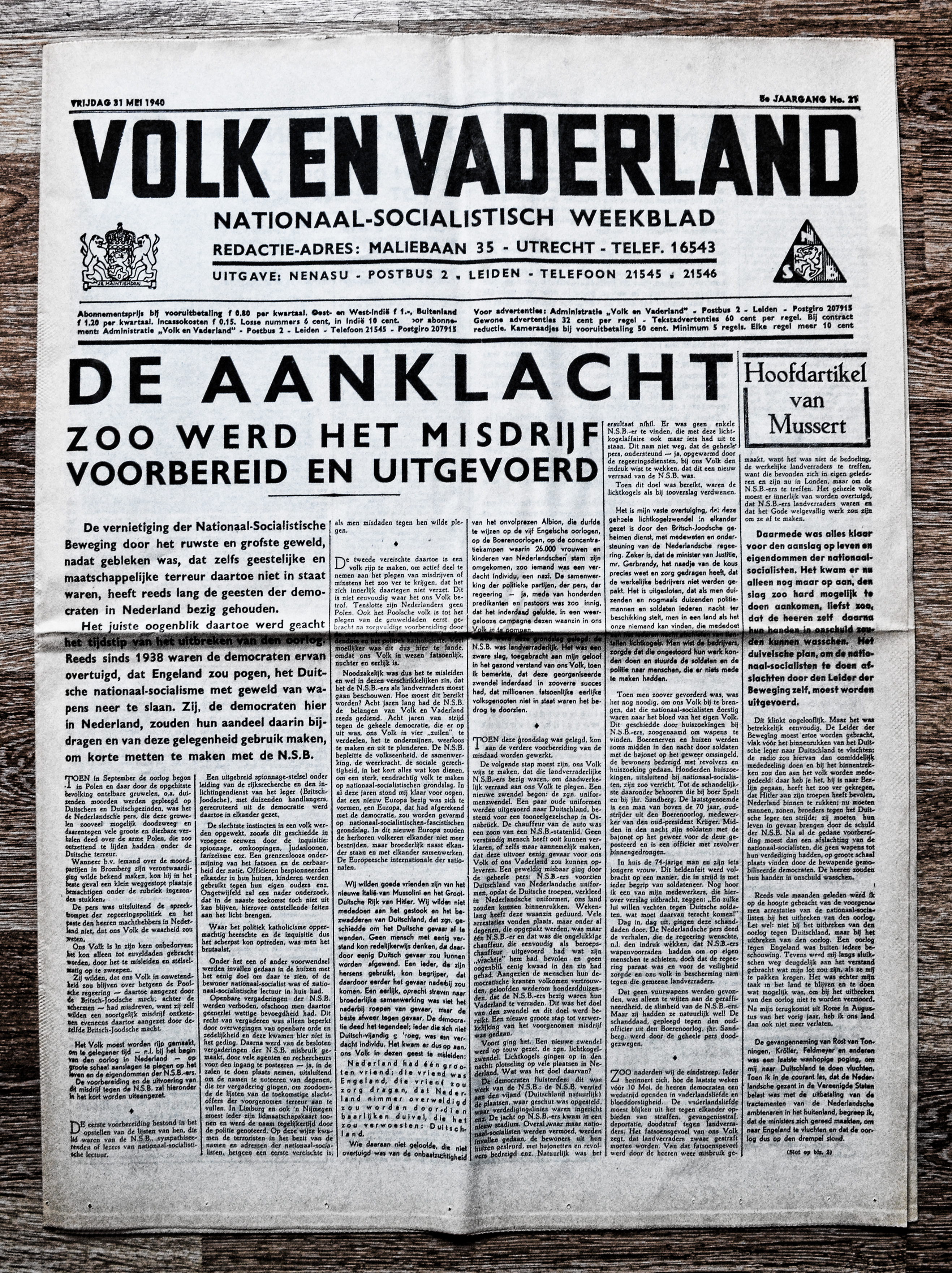
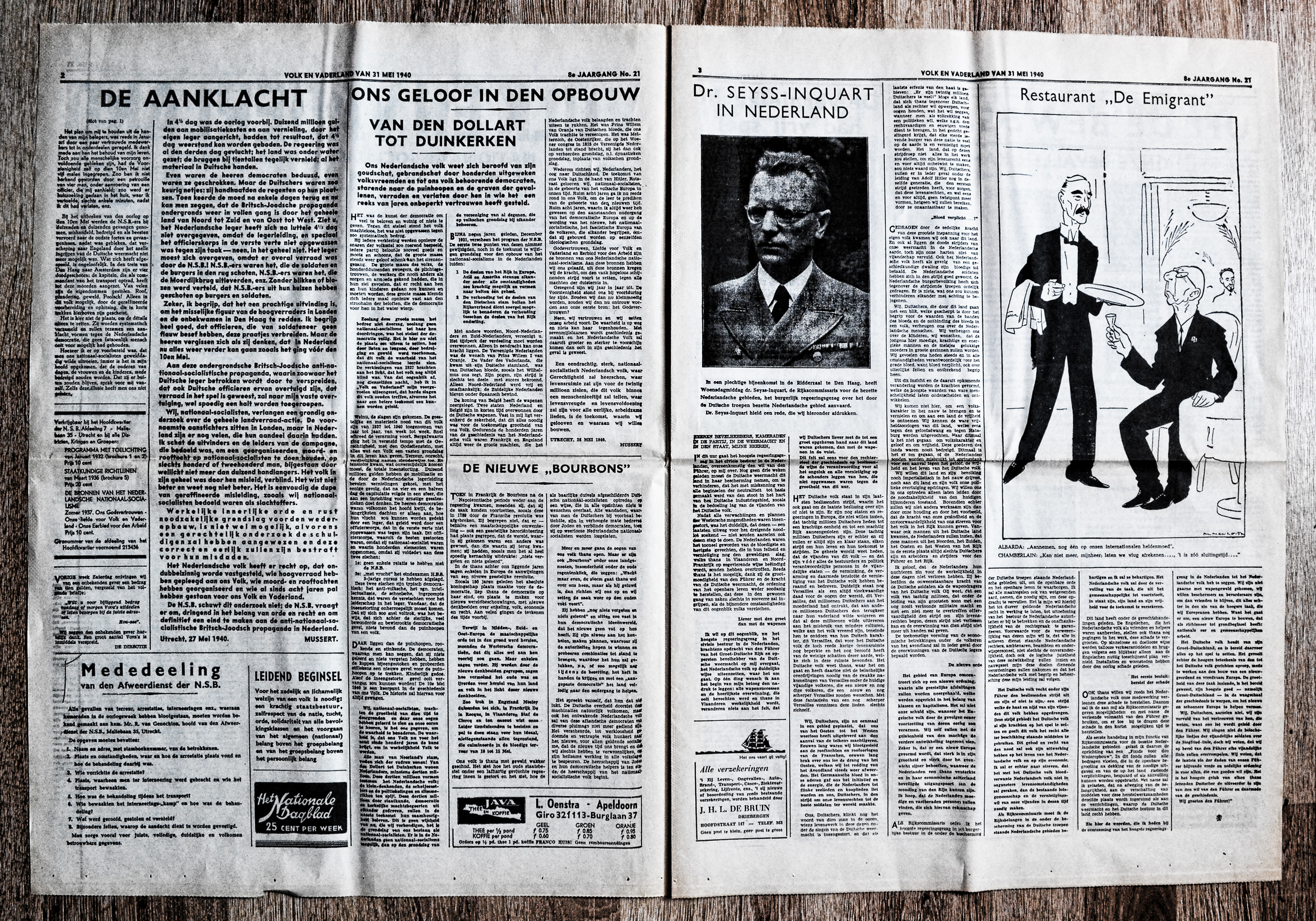
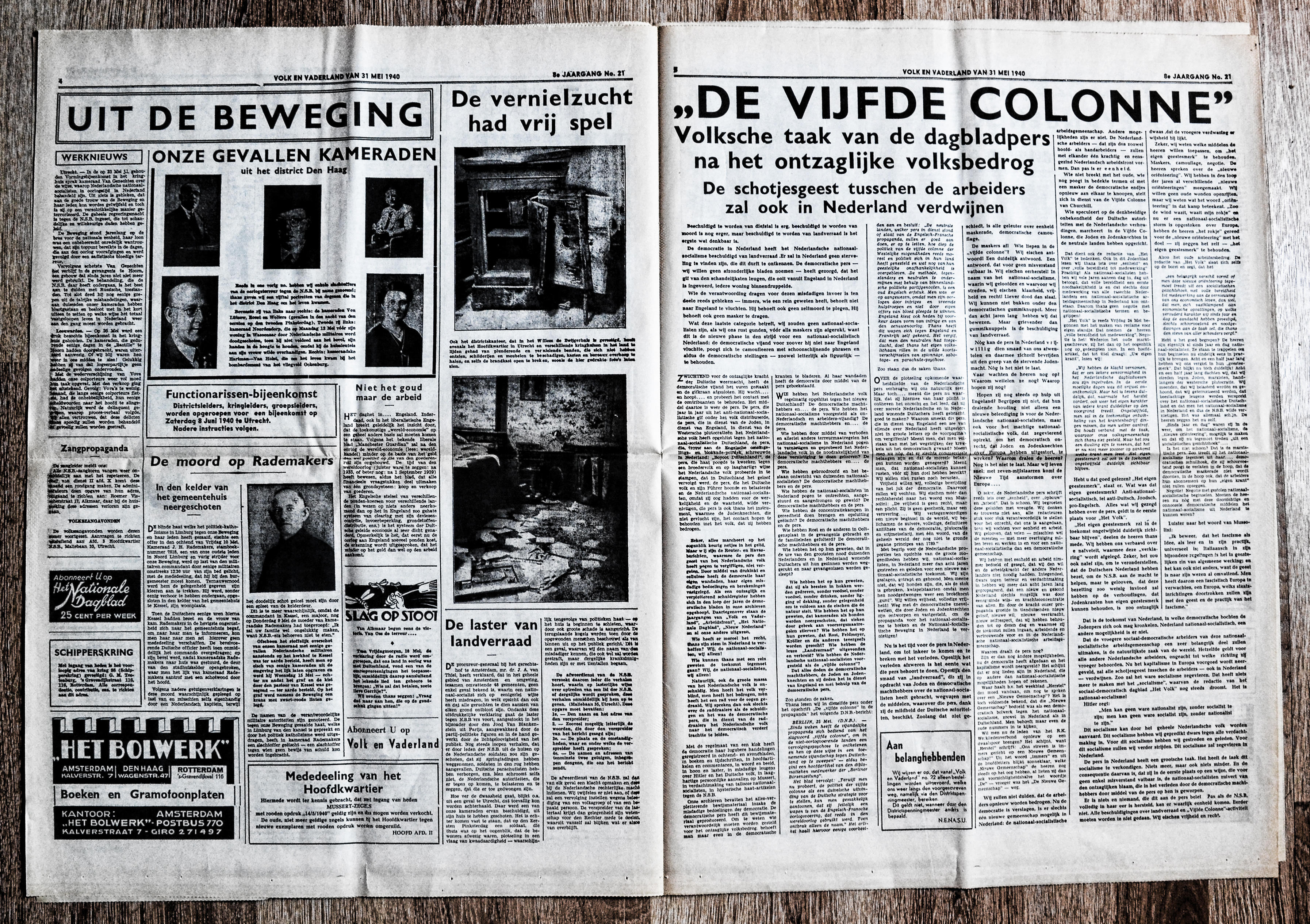
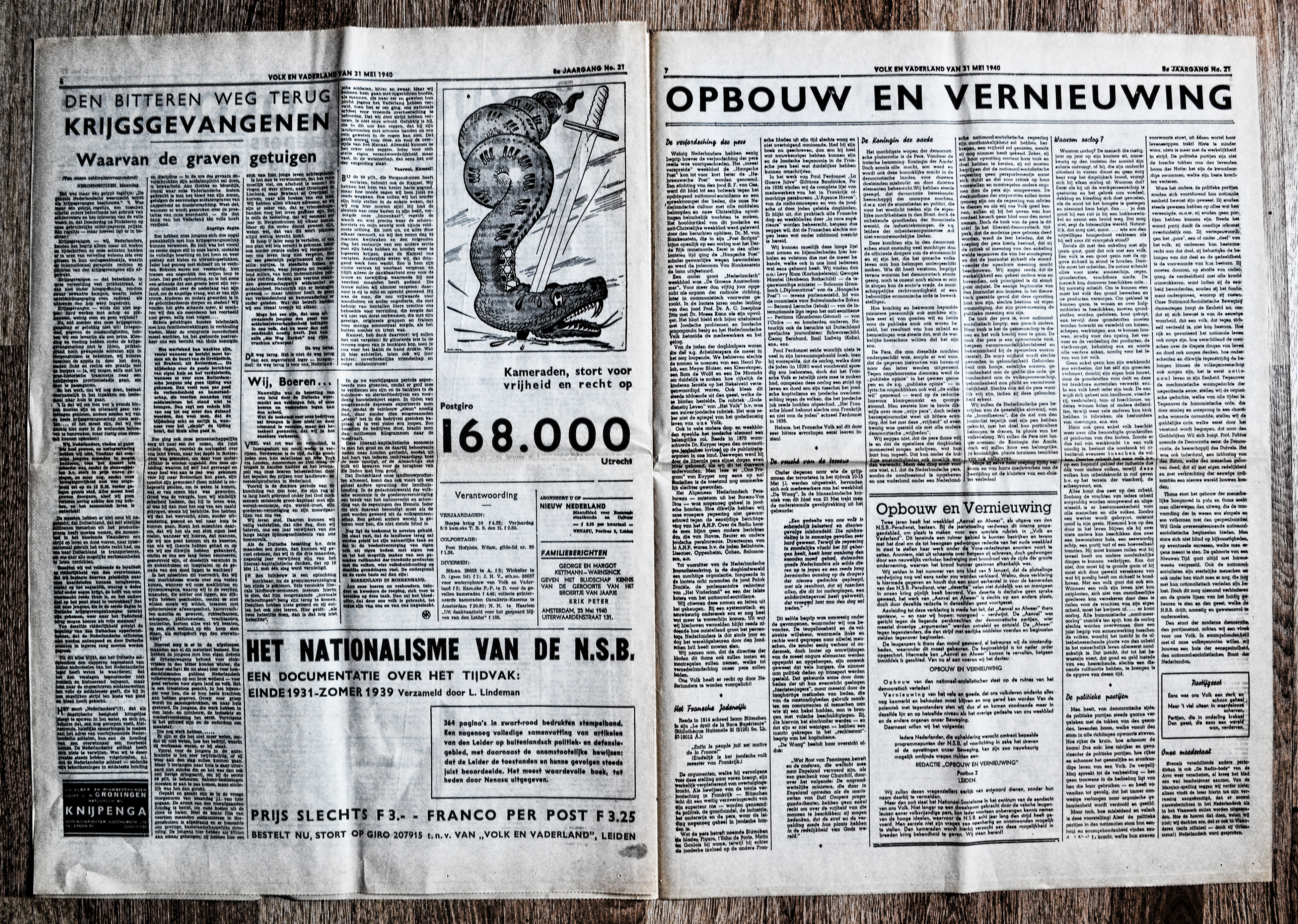
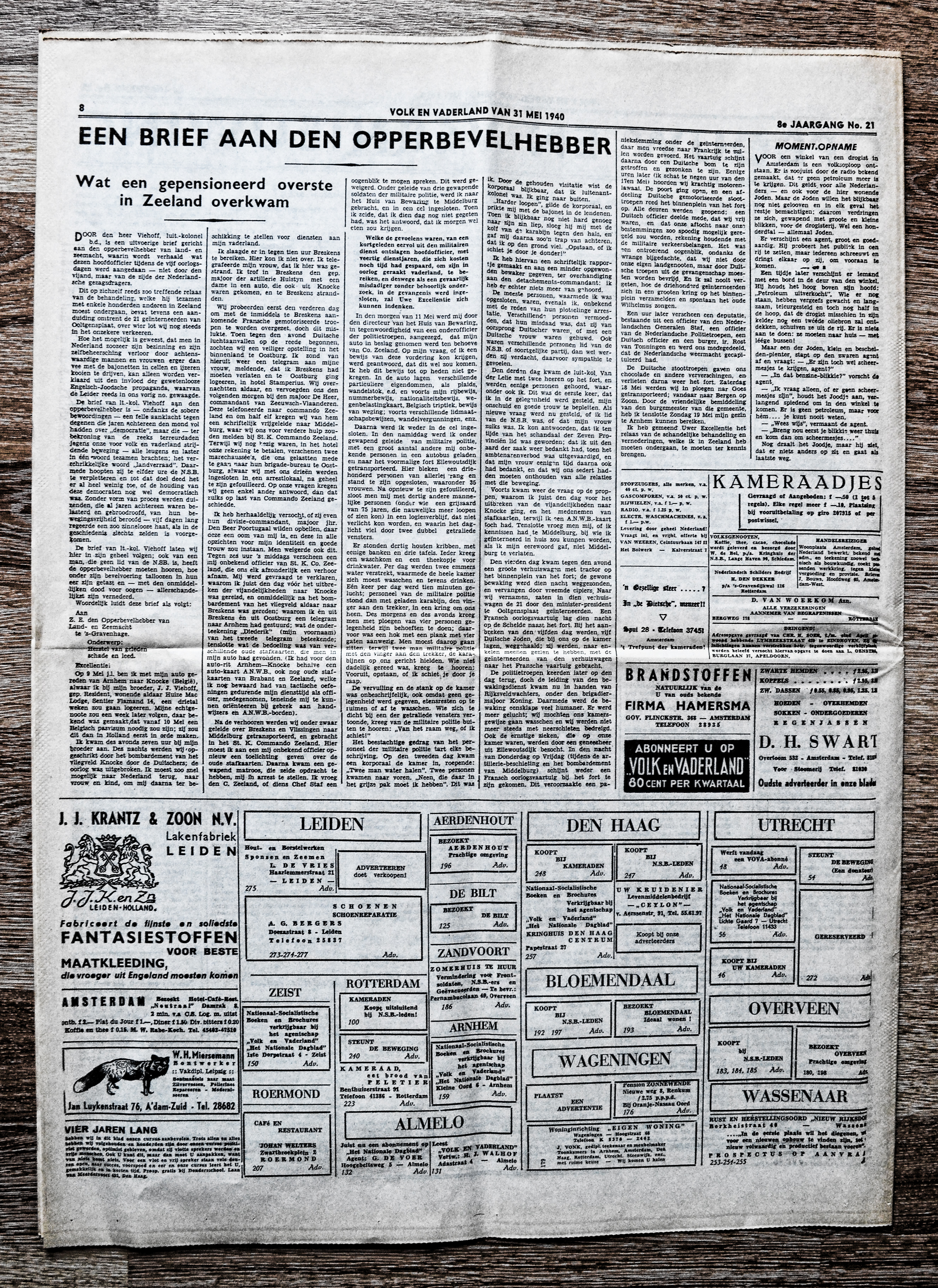